# Газні (провінція)
Газні  (перс. غزنی) — провінція у центральній частині Афганістану. Площа — 22915 квадратних кілометрів. Населення — 931000 осіб (2002). Адміністративний центр провінції — місто Газні (населення 141000 осіб).

## Райони
- Аб Банд
- Аджрісан
- Андар
- Бахрамі Шадід
- Вагаз
- Гелан
- Газні
- Гіро
- Діх Як
- Джагхорі
- Зана Кхан
- Карабагх
- Кхугьяні
- Кхваджа Умарі
- Малістан
- Нава
- Навур
- Рашидан